# 米夏埃尔·穆策尔
米夏埃尔·穆策尔（Michael Mutzel，1979年9月21日—），是一位德国足球运动员。
曾在斯图加特队，法兰克福队，奥格斯堡队效力。2004年转会至卡尔斯鲁厄队。他的合同签至2009年。

## 外部連結
- 卡爾斯魯厄官網 穆策尔資料 （德文）
- Weltfussball.de 穆策尔資料 （德文）